# Київська духовна академія і семінарія

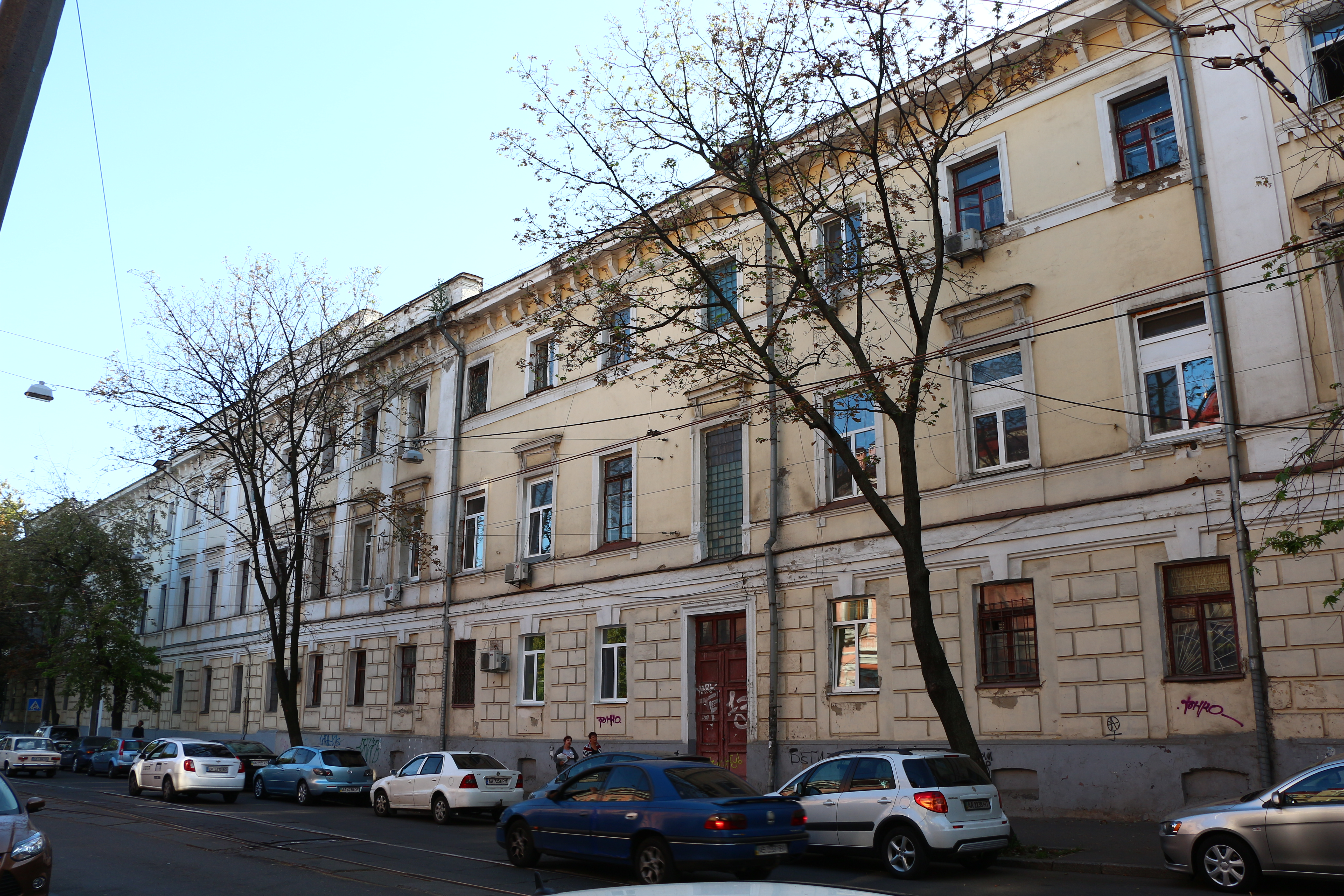
Костянтинівська, 5 — в цьому будинку семінарія розміщувалася з 1832 по 1898

Київська духовна академія і семінарія — вищий богословський навчальний заклад УПЦ (МП) що готує священнослужителів, викладачів богословських навчальних закладів, церковних вчених.
Академія готує фахівців освітньо-кваліфікаційного рівня: кандидат богослов'я, магістр богослов'я. Ректор — Сильвестр (Стойчев), єпископ Білогородський, вікарій УПЦ МП.

## Історія
Була заснована у зв'язку з виданням нового Статуту духовних шкіл Московської православної церкви від 1808 року, що передбачала триступеневу систему навчання. Києво-Могилянська академія була перетворена відповідно до цього статуту в 1817—1819 роках. Київська духовна семінарія, оснащена новим викладацьким корпусом переважно із випускників Санкт-Петербурзької духовної академії, розпочала свою роботу 27 жовтня 1817 року.
28 вересня 1819 року семінарію було переведено до будівлі, що знаходилася на березі Дніпра раніше відоме під назвою «бурси». У 1832 була знову переміщена в будівлі колишнього домініканського, потім грецького Петропавлівського монастиря.
У роки Перших визвольних змагань семінарія припинила своє існування.
У 1945 році Рада Міністрів СРСР дала свою згоду на відкриття в Києві пастирсько-богословських курсів. 1946 року розпочався процес перетворення курсів у духовні семінарії, і Київська духовна семінарія була урочисто відкрита 18 лютого 1947 року.
Спочатку Київська семінарія розташовувалася в Михайлівському монастирі. У 1949 році ця обитель була закрита, і духовна школа змушена була переселитися в стилобат Андріївської церкви — місце, яке мало підходить для навчального закладу.
1959 року республіканські органи влади розпочали негласну підготовку до закриття Київської семінарії. 4 травня 1960 року на зустрічі з патріархом Олексієм голова Ради у справах Московської Православної Церкви В. О. Куроєдов зажадав ліквідувати Київську семінарію. Патріарх був змушений піти на це і 8 червня того ж року Навчальний комітет при Священному Синоді МПЦ ухвалив рішення про закриття семінарії. Студенти були переведені в Одеську духовну семінарію.
Від 1989 року було отримано дозвіл влади на відродження Київської духовної семінарії. Спочатку семінарія розмістилася у 53-му корпусі Києво-Печерської лаври.
Навесні 1990 року в розпорядження УПЦ МП було тимчасово передано кілька корпусів колишнього Гостинного двору Лаври, у тому числі 63 та 64, які було вирішено використати для потреб семінарії.
У 1992 році було вирішено відновити і академію, після чого семінарія у багатьох питаннях виявилася здвоєною з вищою навчальною установою. У них був спільний ректор, спільний храм, спільний актовий день і т. д.
У 2007—2008 навчальному році було розпочато реформу освітньої системи, згідно з якою термін навчання у семінарії було збільшено до п'яти років. У рамках проведення реформи в семінарії було підвищено рівень викладання давніх та нових мов, а також запроваджено нові навчальні дисципліни.
12 вересня 2023 року згідно з вимогами закону Духовна академія та семінарія УПЦ звільнила приміщення Києво-Печерської лаври, а корпуси номер 63 і 64 були опечатані комісією національного заповідника «Києво-Печерська лавра». Після цього семінаристи та співробітники КДАіС переїхали із Києво-Печерської лаври до Покровського Голосіївського монастиря Києва.